# Ɩ̃
Cette page contient des caractères spéciaux ou non latins. S’ils s’affichent mal (▯, ?, etc.), consultez la page d’aide Unicode.
Ɩ̃ (minuscule : ɩ̃), appelé iota tilde, est un graphème utilisé dans l’écriture du dagara du Nord, du dogosé, du kaansa, du puguli et du tafi.
Il s’agit de la lettre iota diacritée d'un tilde.

## Utilisation
En tafi, ɩ̃ est utilisé pour représenter une voyelle pré-fermée antérieure non arrondie nasalisée /ɪ̃/.

## Représentations informatiques
Le iota tilde peut être représenté avec les caractères Unicode suivants (latin étendu B, Alphabet phonétique international, diacritiques) :
| formes    | représentations | chaînes de caractères | points de code | descriptions                                   |
| --------- | --------------- | --------------------- | -------------- | ---------------------------------------------- |
| capitale  | Ɩ̃               | Ɩ◌̃                    | U+0196 U+0303  | lettre majuscule latine iota diacritique tilde |
| minuscule | ɩ̃               | ɩ◌̃                    | U+0269 U+0303  | lettre minuscule latine iota diacritique tilde |